# Gewog de Bjacho
Bjacho (en dzongkha : བྱག་ ཕྱོགས་), également orthographié Bjagchhog, est un gewog (ensemble de village) du district de Chukha, au Bhoutan.

## Géographie
Le gewog a une superficie de 140 kilomètres carrés et comprend quatre villages, Bjachho, Tsimakha, Mebesa et Wangkha.